# 지구관측위성위원회
지구관측위성위원회 (地球衛星觀測委員會, 전지구 관측위성 위원회, 영어: Committee on Earth Observation Satellites, CEOS)는 위성으로 행해지는 원격 탐사 전문가 패널의 권고에 따라 1984년 9월 설립되었다.
회원은 미국은 USGS, NOAA, NASA 대한민국의 경우 국립환경과학원, 기상청과 한국항공우주연구원이 회원으로 활동하고 있으며 각국의 우주관련 기관이 필요에 따라 가입하고 있다. 지구관측위원회 전체로는 삼십사개 기관이 회원이며, 위성자료를 빈번하게 사용하는 UNEP와 WMO와 같은 26개 준회원이 있다.